# Luigi Ferrando
Luigi Ferrando, född 22 januari 1941 i Agazzano, Italien, är en italiensk biskop i Romersk-katolska kyrkan.
Ferrando prästvigdes den 1 maj 1965 och utnämndes den 10 april 1996 till biskop av Bragança do Pará, Brasilien. Den 5 maj samma år följde  biskopsvigningen genom kardinal Ersilio Tonini.